# Grit Lukas

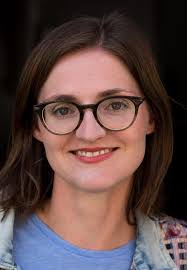
Grit Lukas (2024)

Grit Lukas (* 1985 in Brandenburg an der Havel) ist eine deutsche Theaterregisseurin.

## Leben
Grit Lukas studierte von 2005 bis 2010 an der Stiftungsuniversität Hildesheim „Kulturwissenschaften und ästhetische Praxis“. 2010 schloss sie das Studium mit dem Diplom ab. Während ihres Studiums hospitierte sie unter anderem am Hans-Otto-Theater in Potsdam („Die Fledermaus“, Regie: Adriana Altaras), an der Berliner Kammeroper („Das Lied von der Erde“, Regie: Holger Müller-Brandes) und dem Filmregisseur Axel Ranisch bei dem Film „Reuber“.
2011 bis 2014 war sie am Theater Trier als Regieassistentin engagiert.
Von 2014 bis 2017 war sie als Regieassistentin im Bereich Schauspiel am Theater Magdeburg während der Schauspieldirektion von Cornelia Crombholz engagiert. Hier entstanden erste eigene Inszenierungen unter anderem „Bin nebenan“ von Ingrid Lausund, „Mongos (UA)“ von Sergej Gößner und Pippi Langstrumpf von Astrid Lindgren.
Lukas arbeitet seit 2017 als freie Theaterregisseurin u. a. am Theater Magdeburg, an den Bühnen Halle, am Hans Otto Theater Potsdam, am Theater Konstanz, am Pfalztheater Kaiserslautern, am Tiroler Landestheater Innsbruck, am Theater Heilbronn, am Landestheater Tübingen, am Rheinischen Landestheater Neuss, Theater Vorpommern.
Grit Lukas lebt in Berlin.

## Auszeichnungen & Einladungen

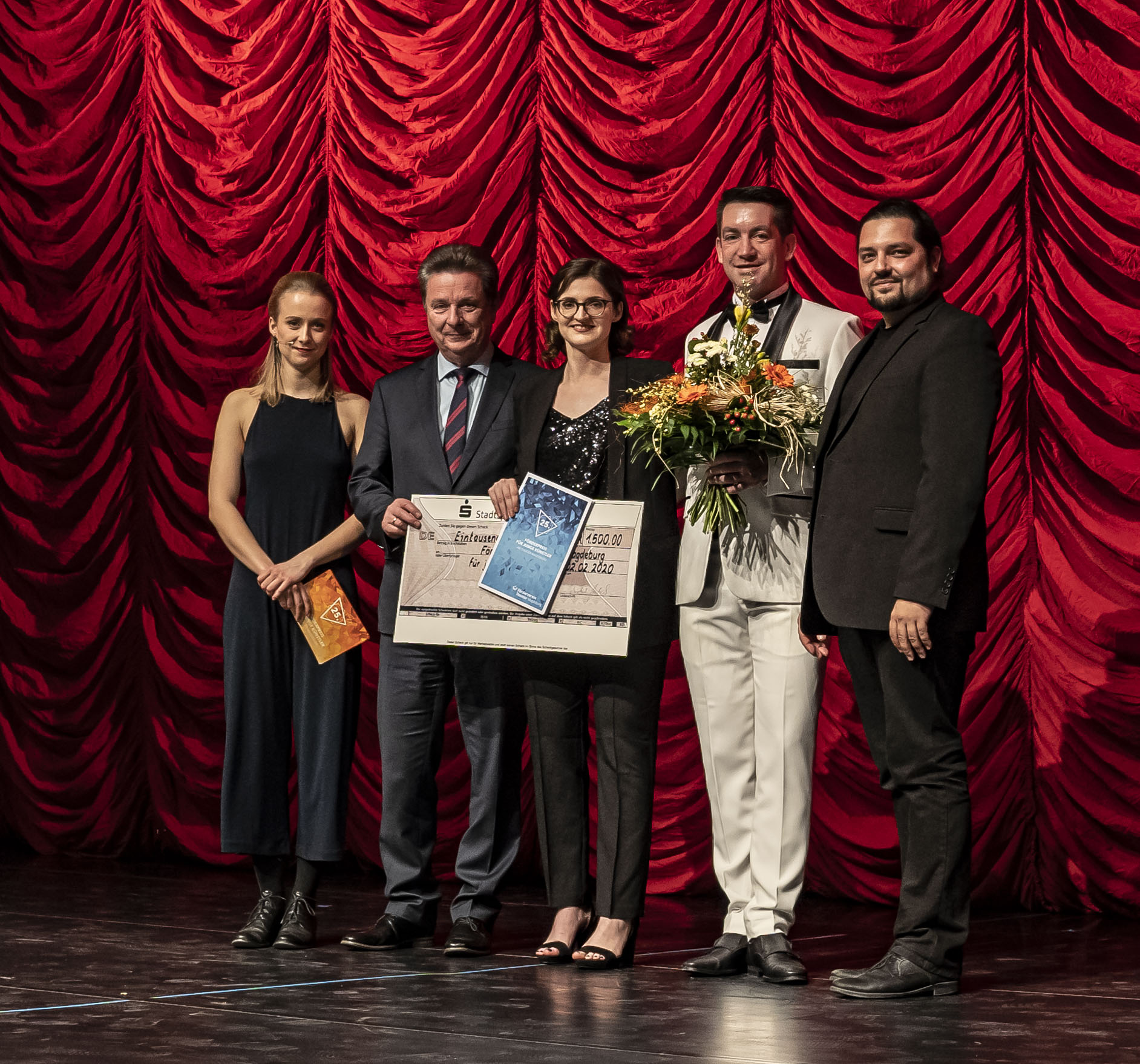
Verleihung des Förderpreises des Theater Magdeburgs 2020 an Grit Lukas (Mitte)

- Einladung „Directors Lab West“, Los Angeles, 2023[5]
- Einladung der Inszenierunge „Rosi in der Geisterbahn“ zu den Internationalen Maifestspielen 2022 in Wiesbaden[6]
- Förderpreis des Theater Magdeburgs 2020[7]
- Einladung der Inszenierung „Mongos“ zu den Mülheimer Theatertagen NRW 2019[8]
- Einladung der Inszenierung „Mongos“ zum Heidelberger Stückemarkt 2018[9]

## Inszenierungen
- 2025 „Siri und die Eismeerpiraten“ von Frida Nilson, Fassung: Grit Lukas, Theater Konstanz[10]
- 2024 „Troja. Blinde Passagiere im trojanischen Pferd“ von Henner Kallmeyer, Hans Otto Theater Potsdam[11]
- 2024 „Misery“ nach Stephen King, Burgfestspiele Bad Vilbel[12]
- 2024 „Fischer Fritz“ von Raphaela Bardutzky, Pfalztheater Kaiserslautern[13]
- 2023 „Drei Haselnüsse für Aschenbrödel“ frei nach dem Film, Landestheater Detmold[14]
- 2023 „Die Veredelung der Herzen“ (UA) von Mario Wurmitzer, Theater Heilbronn[15]
- 2023 „Der fabelhafte Die“ von Sergej Gößner, Theater Paderborn[16]
- 2022 „Die Werkstatt der Schmetterlinge“ von Giocondo Belli, Theater Vorpommern[17]
- 2022 „Homo faber“ von Max Frisch, Tiroler Landestheater Innsbruck[18]
- 2021 „Die kleine Hexe“ von Otfried Preußler, Theater Magdeburg[19]
- 2021 „Hasstriptychon“ von Sibylle Berg, Bühnen Halle[20]
- 2021 „Rosi in der Geisterbahn“ (UA) nach Philip Waechter, Rheinisches Landestheater Neuss[21]
- 2020 „Der goldne Topf“ von E.T.A. Hoffmann, Fassung: Grit Lukas, Junges Theater Göttingen[22]
- 2020 „Falk oder der süße Gedanke vom Aufstehen und Gehen“ von Tina Müller, Theater Magdeburg[23][24]
- 2019 „Wegklatschen. Applaus für Bonnie und Clyde (UA)“ von Sergej Gößner, Thalia Theater Halle[25][26]
- 2019 „Der Vorname“ von Alexandre de la Patellière und Matthieu Delaporte, Theater Naumburg[27]
- 2019 „Das Traumfresserchen“ nach Michael Ende, Theater Heilbronn[28]
- 2019 „Der talentierte Mr. Ripley“ nach Patricia Highsmith, Fassung: Grit Lukas, Landestheater Tübingen[29]
- 2018 „Der Räuber Hotzenplotz“ von Otfried Preußler, Schauspielbühnen Stuttgart[30]
- 2018 „Die Zertrennlichen (ÖEA)“ von Fabrice Melquiot, Tiroler Landestheater Innsbruck[31]
- 2017 „Pippi Langstrumpf“ von Astrid Lindgren, Theater Magdeburg[32]
- 2017 „Zwei Monster“ von Gertrud Pigor, Rheinisches Landestheater Neuss[33]
- 2017 „Irreparabel (UA)“ von Sergej Gößner, Theater Magdeburg[34][35][36]
- 2016 „Bin nebenan“ von Ingrid Lausund, Theater Magdeburg[37]
- 2016 „Tante Julia und der Kunstschreiber“ von Mario Vargas Llosa, Theater Magdeburg[38]